# Rezerwat przyrody Lipówka
Rezerwat przyrody Lipówka – leśny rezerwat przyrody w województwie małopolskim (powiat bocheński, gmina Drwinia); na obszarze Puszczy Niepołomickiej. Znajduje się na gruntach Skarbu Państwa w zarządzie Nadleśnictwa Niepołomice.

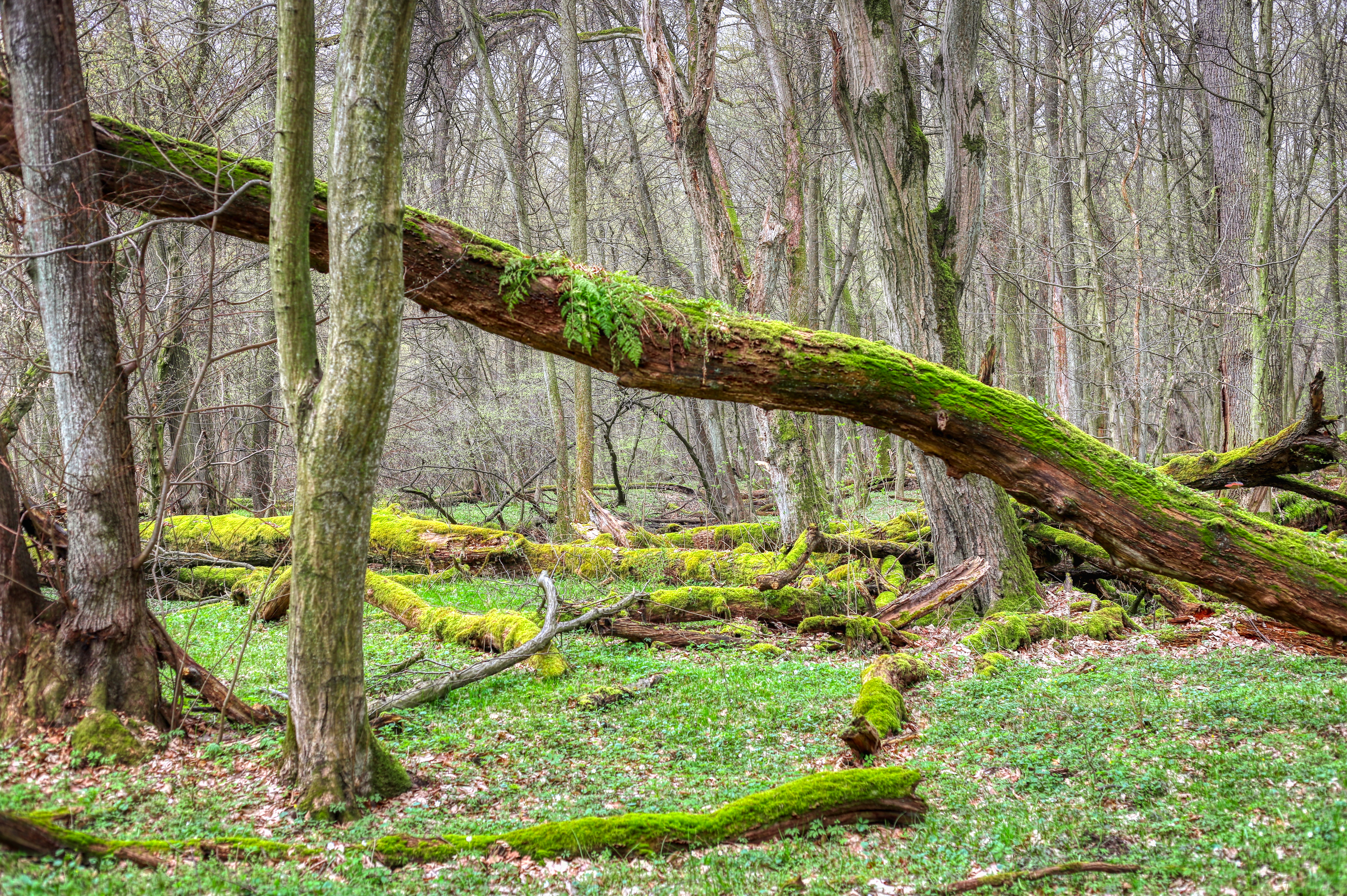
rezerwat Lipówka

Został utworzony zarządzeniem Ministra Leśnictwa i Przemysłu Drzewnego z dnia 24 grudnia 1957 roku. Według danych z nadleśnictwa, zajmuje powierzchnię 25,73 ha (akt powołujący podawał 24,95 ha).
Środowisko przyrodnicze ma charakter naturalny, zbliżony do pierwotnego. Ochronie podlega starodrzew – grąd Tilio-Carpinetum. Występują chronione gatunki roślin: konwalia majowa, kruszczyk siny, kruszyna pospolita, przytulia wonna, wawrzynek wilczełyko.
Rezerwat należy do najcenniejszych leśnych rezerwatów przyrody w skali Polski, porównywalny jest do Puszczy Białowieskiej pod względem naturalności drzewostanu i bogactwa roślin oraz grzybów.
Rezerwat włączono do programu Natura 2000 jako specjalny obszar ochrony siedlisk „Lipówka” PLH120010. Wraz z sąsiednimi rezerwatami przyrody: Dębina, Gibiel, Długosz Królewski, Wiślisko Kobyle wchodzi w skład obszaru specjalnej ochrony ptaków „Puszcza Niepołomicka” PLB120002.